# Martha Lorber
Martha Caroline Theresa Lorber (11 juin 1900 - 2 juillet 1983) est une danseuse, actrice, chanteuse, mannequin et Ziegfeld Girl.

## Jeunesse
Martha Caroline Theresa Lorber est née à New York, elle est la fille de Frederick Lorber, un serveur, et de Marie Westfeldt, qui étaient tous deux des immigrants allemands. Elle est diplômée du Girls' High School (en) de Brooklyn. Elle étudie la danse avec Alexis Kosloff,, Ekaterina Galanta, et Michel Fokine,.

## Carrière

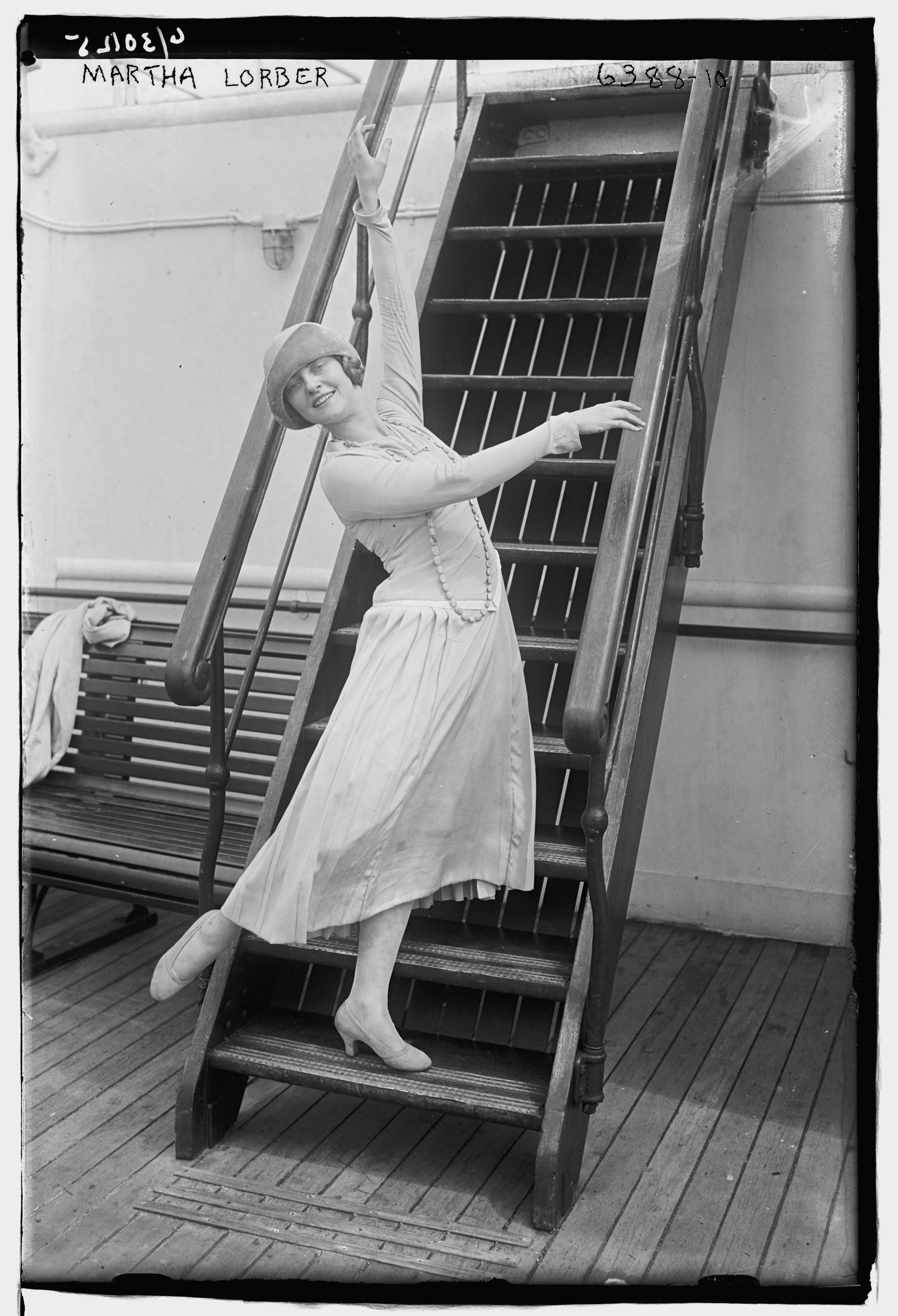
Martha Lorber dans les années 1920.

La carrière de Martha Lorber à Broadway commence alors qu'elle est encore adolescente. Elle joue des rôles dans Over the Top (1917-1918), Mecca chorégraphié par Michel Fokine (1920-1921),, Tangerine (1922), Ziegfeld Follies of 1922, Ziegfeld Follies of 1923,, Ziegfeld Follies of 1924, Mozart (1926) et Three Little Girls (1930). Dans les Ziegfeld Follies, elle joue avec WC Fields dans certains sketchs, montrant un certain talent comique. Elle joue un rôle principal dans The Play's the Thing de Ferenc Molnár, à Baltimore en 1928. En 1929, elle est à Londres, jouant dans Little Accident .
En 1930, elle rompt avec les comédies musicales pour un rôle dramatique dans le drame, de Zoe Akins, The Greeks Had a Name for It. Elle joue dans un autre drame l'année suivante, Torch Song (1931), au Canada. En 1933, elle joue deux rôles dans une autre comédie musicale, The Red Robin, à Chicago. En 1934, elle est dans True to the Marines à Locust Valley.
En 1941, elle fait une tournée dans un one-woman show, Songs in Action. En 1951, elle est embauchée par le département d'État américain pour un poste de relations culturelles.
Martha Lorber est également modèle, posant entre autres pour les photographes Edward Steichen,,, Nickolas Muray,, et Arnold Genthe, pin-up pour Alberto Vargas, et modèle pour la sculptrice Harriet Whitney Frishmuth (en).

## Vie privée
Martha Lorber est décédée à son domicile de Lebanon Township, New Jersey, en 1983, à l'âge de 83 ans.

## Crédit d'auteurs
- (en) Cet article est partiellement ou en totalité issu de l’article de Wikipédia en anglais intitulé « Martha Lorber » (voir la liste des auteurs).